# Viljujčan
Il Viljujčan (in russo Вилюйчан? è un fiume della Russia siberiana orientale (Repubblica Autonoma della Sacha-Jacuzia), affluente di destra del Viljuj (bacino idrografico della Lena).
Nasce e scorre nella parte occidentale della regione delle alture della Lena in direzione prevalentemente settentrionale, sfociando successivamente nel medio corso del Viljuj, a 933 km dalla foce, senza incontrare centri urbani di rilievo; il maggiore affluente è il piccolo fiume Muka (36 km).
Come tutti i fiumi del bacino, è ghiacciato per lunghi periodi ogni anno, mediamente da metà ottobre alla fine di maggio.